# Тит Цезерний Македон
Тит Цезерний Македон или Тит Цезерний Стаций Квинкций Македон (на латински: Titus Caesernius Statius Quinctius Macedo) е римски конник от 1 и 2 век.
Произлиза от Аквилея от фамилията Цезернии. Женен е за Рутилия Приска Сабиниана, дъщеря на претор. С нея има двама сина Тит Цезерний Квинкциан (суфектконсул 138 г.) и Тит Цезерний Стациан (суфектконсул 141 г.), които са приятели на император Адриан.
След 84 г. служи като procurator Augusti. През 107 г. той е прокуратор (procurator Augusti) на Цезарийска Мавретания.